# Östlig blåmaskparakit
Östlig blåmaskparakit (Northiella haematogaster) är en fågel i familjen östpapegojor inom ordningen papegojfåglar som förekommer i Australien.

## Utbredning och systematik
Blåmaskad parakit delas in i tre underarter med följande utbredning:
- haematogaster/pallescens-gruppen
  - N. h. haematogaster – västra och södra New South Wales, nordvästra Victoria och sydöstra South Australia
  - N. h. pallescens– inre South Australia
- N. h. haematorrhous – östra Australien (inre södra Queensland och norra New South Wales)

Tidigare betraktades östlig och västlig blåmaskparakit (N. narethae) som samma art. Vissa auktoriteter gör det fortfarande.

## Status
IUCN kategoriserar arten som livskraftig, men inkluderar narethae i bedömningen.

## Namn
Fågelns vetenskapliga släktnamn hedrar Alfred John North (1855–1917), en australiensisk juvelerare och äggsamlare.